# 陈永锵
陈永锵（1948年—），广东人，中国画家。

## 生平
祖籍广东南海西樵，1948年生于广州市。14岁时拜岭南画派梁占峰为师学习花鸟画，1973年创作《鱼跃图》入选全国美展，被评为优秀作品，自此以後，作品均入選歷屆全國美展。1978年考上廣州广州美术学院国画系研究班，于1981年毕业，取得文学硕士学位。曾任广州画院第三届院长，现为中国美术家协会理事、中国艺术研究院美术创作员、中国国家画院研究员、中国画学会常务理事、民进中央开明画院副院长、广东樵山书院院长、岭南画派纪念馆名誉馆长、广州画院名誉院长、广州美术学院客座教授，国家一级美术师。1992年出任广州市文化局副局长。1993年起享受国务院特殊津贴优秀专家。獲2005年度「優秀人民藝術家」稱號。數十年的畫壇耕耘，先後在國內外舉辦了70多次的個人畫展，享譽海內外。

## 著作
- 《奔馬揚蹄》[3]
- 《心迹-陈永锵画集》[4]
- 《沃土熏风-陈永锵画集》[5]
- 《现当代艺术家丛书-薰风 陈永锵1998》[6]
- 《水墨册页百图丛书-百鱼图》[7]
- 《陈永锵畫魚 当代芥子園》[8]
- 《畫魚有餘》[9]
- 《歌舞升平-陳永鏘書畫集》[10]
- 《陈永锵十日谈》[11]
- 《树.陈永锵花甲抒怀》画册[12]
- 《中国近现代名家精品丛书-陈永锵花鸟画作品精选》画册[13]
- 《与天地和谐 陈永锵花甲抒怀展》画册[14]
- 《群芳百韵-陈永锵百花画谱》画册[15]
- 《岭南风骨‧木棉-陈永锵专题作品集》画册[16]

## 外部連結
- 沈剑琴、欧阳星、冯海翼. . 南方网. 2002-08-15  [2014-03-10]. （原始内容存档于2015-09-24）.
- 杨云倩. . 人民画报. 2014-09-28  [2016-11-10]. （原始内容存档于2019-07-13）.
- 吾明. . 吾艺网. （原始内容存档于2016-11-19）.
- 凌媛玲. . 雅昌藝術家网.   [2016-11-18]. （原始内容存档于2019-12-05）.